# Санников, Илья Владимирович
Илья Владимирович Санников (31 января 1992) — российский лыжник, призёр чемпионата России. Мастер спорта России.

## Биография
Представляет Тюменскую область (г. Тюмень), тренер — Михаил Александрович Березин.
Бронзовый призёр первенства России среди юниоров 2012 года в гонке на 50 км. Победитель Всероссийской зимней Универсиады (2016) в эстафете в составе команды Тюменского государственного университета.
На уровне чемпионата России в 2017 году завоевал серебряную медаль в эстафете в составе команды Тюменской области. Победитель (2014, 10 км) и неоднократный призёр чемпионата Уральского федерального округа.